# Bo Luang
Bo Luang (thaï : บ่อหลวง) est un tambon de l'amphoe de Hot (en), dans la province de Chiang Mai, en Thaïlande. En 2005, sa population était de 11 958 personnes disséminées dans douze villages.